# Geoffrey Tréand
Geoffrey Tréand (* 16. Januar 1986 in Annemasse) ist ein französischer ehemaliger Fußballspieler, der in seiner Karriere ausschließlich in der Schweiz tätig war.

## Karriere
2005 wechselte Geoffrey Tréand von Étoile Carouge zu Servette Genf. Er wurde bei den Genfer schnell zum Stammspieler. Darum wurde Neuchâtel Xamax auf ihn aufmerksam. Ende der Saison 2009/10 verpflichteten die Neuenburger den französischen Stürmer. Ein wichtiges Tor gelang ihm im Cup-Halbfinale gegen den FC Zürich. Aufgrund dieses Tores zog Xamax in das Cup-Finale ein. Sein Aufenthalt bei Xamax endete im Januar 2012, da sein dortiger Vertrag seine Gültigkeit verlor, nachdem Xamax zunächst die Lizenz entzogen worden war und der Klub wenig später Konkurs anmeldete.
Im Januar 2012, kurz nach dem Konkurs von Neuchâtel Xamax, gab der FC Sion die Verpflichtung von Geoffrey Tréand bekannt. Er unterzeichnete einen Vertrag bis Juni 2013. Bereits nach 6 Monaten wechselte Tréand aber zurück zum Traditionsverein Servette FC Genève, nachdem es beim FC Sion zu vielen Streitigkeiten unter den Spielern und dem Präsidenten Christian Constantin kam. Nach dem Abstieg des Servette FC verlängerte Tréand seinen Vertrag bei den Genfern dennoch. Nach der Saison 2013/14 und dem klar verpassten direkten Wiederaufstieg wechselte Tréand zum FC St. Gallen.
Am 26. Mai 2016 wechselte er für zwei Jahre zum FC Aarau. Nach weiteren Wechseln beendete er 2020 seine aktive Karriere.